# 安倍川もち

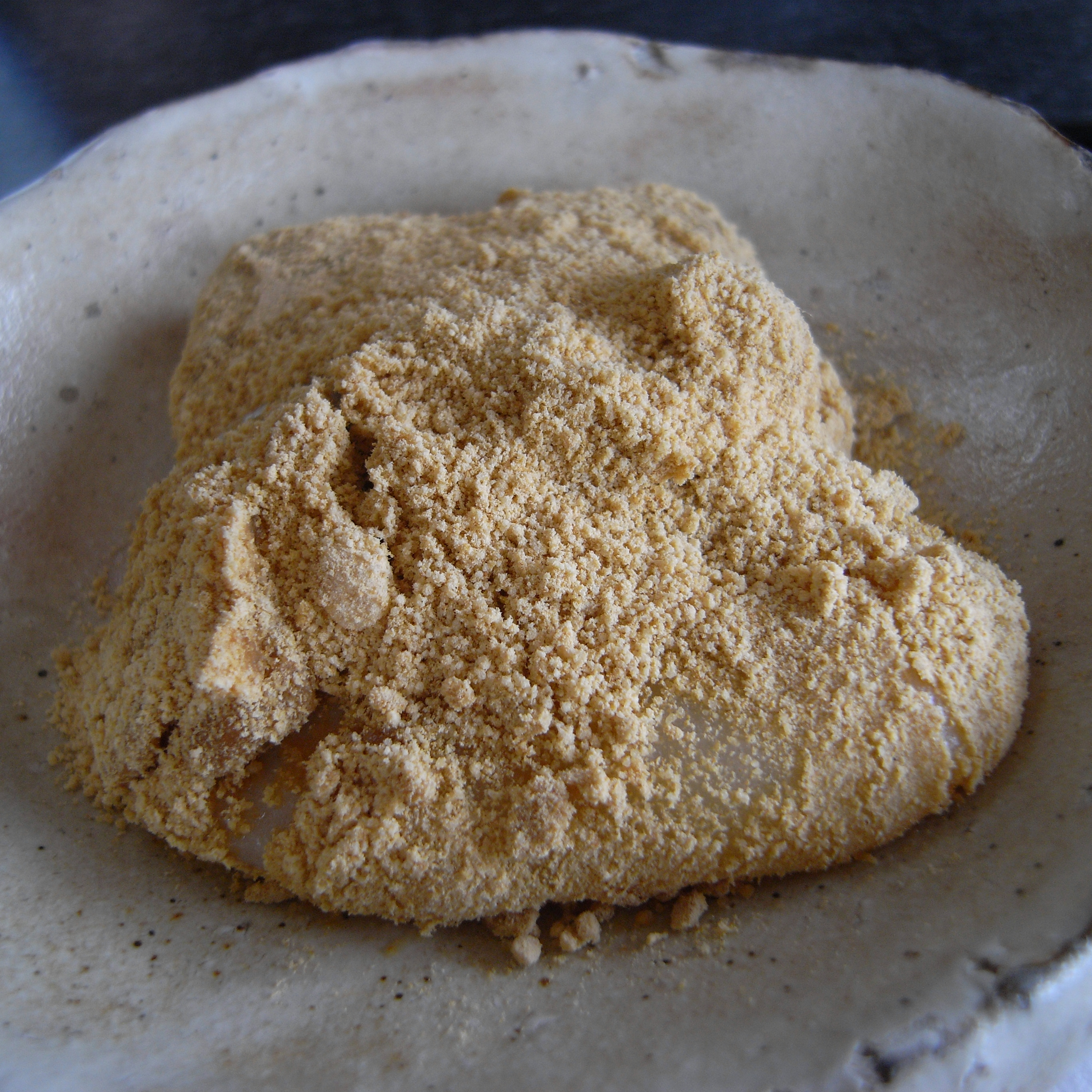
安倍川もち

安倍川もち（あべかわもち）は、和菓子の一種で静岡県静岡市の名物。本来はつき立ての餅にきな粉をまぶし、その上から白砂糖をかけた物である。現在では、きな粉をまぶしたものとこし餡を絡めたものの二種類を一皿に盛った物が一般的である。静岡以外の地域では単にあべかわと呼ばれることもある。

## 歴史

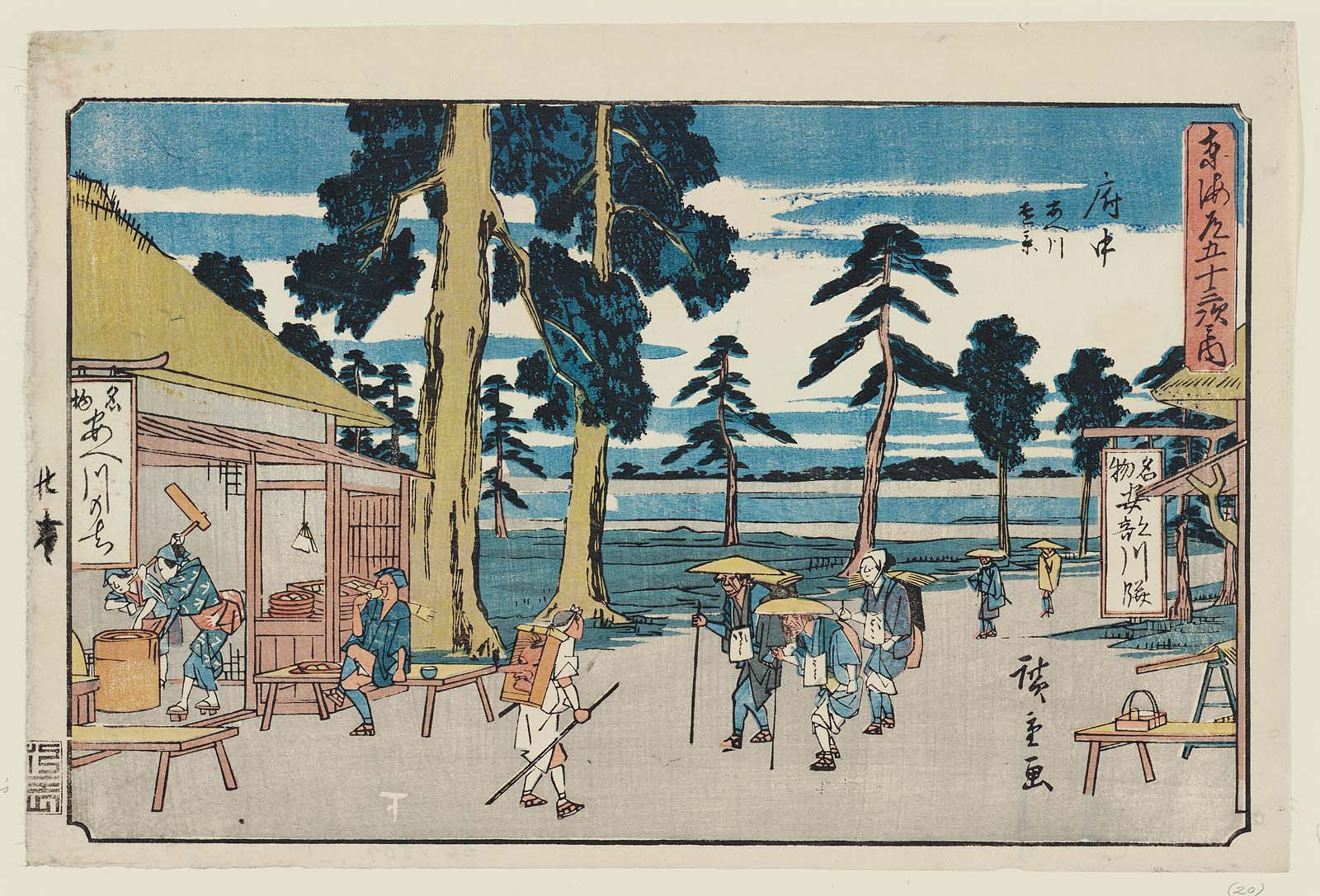
歌川広重画「東海道五十三次之内 府中 あへ川遠景」
道の両側に安倍川餅の店が並ぶ。

江戸時代初期、安倍川岸で、徳川家康が茶店に立ち寄ったところ、そこの店主がきな粉を安倍川上流（梅ヶ島）で取れる砂金に見立て、つき立ての餅にまぶし、「安倍川の金な粉餅」と称して献上した。家康はこれを大層喜び、安倍川にちなんで安倍川餅と名付けたという伝承がある。
実際は、江戸時代の日本では珍しかった白砂糖を使っている事から有名になり東海道府中宿の名物となった。『東海道中膝栗毛』には「五文どり」（五文採とは安倍川餅の別名）として登場する。
徳川吉宗も安倍川餅が好物だった様で、駿河出身の家臣に作らせたりしている。

## 現在
昔ながらの安倍川餅は、旧東海道の安倍川橋の東側（葵区弥勒二丁目）で製造・販売している茶店風の店が3軒ある。きな粉、小豆餡の安倍川餅の他、わさび醤油をつけて食べる辛味餅もある。
また、おみやげ用のものが市内の何軒かの菓子店で製造されていて静岡駅などで購入できる。
一方、お盆に安倍川餅を仏前に供え食べる風習のある山梨県などではきな粉と黒蜜をかける。スーパーや和菓子屋等でも、この時期に販売される物はきな粉と黒蜜の物であり、きな粉と白砂糖の物は見かける事はなく、安倍川餅とは言っても静岡市内で売られている物とは違う。また、餅の形も基本的に角餅である。この風習から派生した土産菓子が信玄餅である。

## 作り方
つきたての餅や湯通しして柔らかくした餅にきな粉をまぶし、その上から白砂糖をかけ、（きな粉と砂糖を混ぜないことで、きな粉が湿気にくくなる。）小豆餡を絡めた餅と一緒に盛る

## 日本遺産
2020年（令和2年）6月19日、「府中宿名物安倍川餅」として、府中宿と共に文化庁の文化財保護制度「日本遺産」のストーリー『日本初「旅ブーム」を起こした弥次さん喜多さん、駿州の旅～滑稽本と浮世絵が描く東海道旅のガイドブック（道中記）～』の構成文化財の1つに認定された。